# Donaueschinger Musiktage

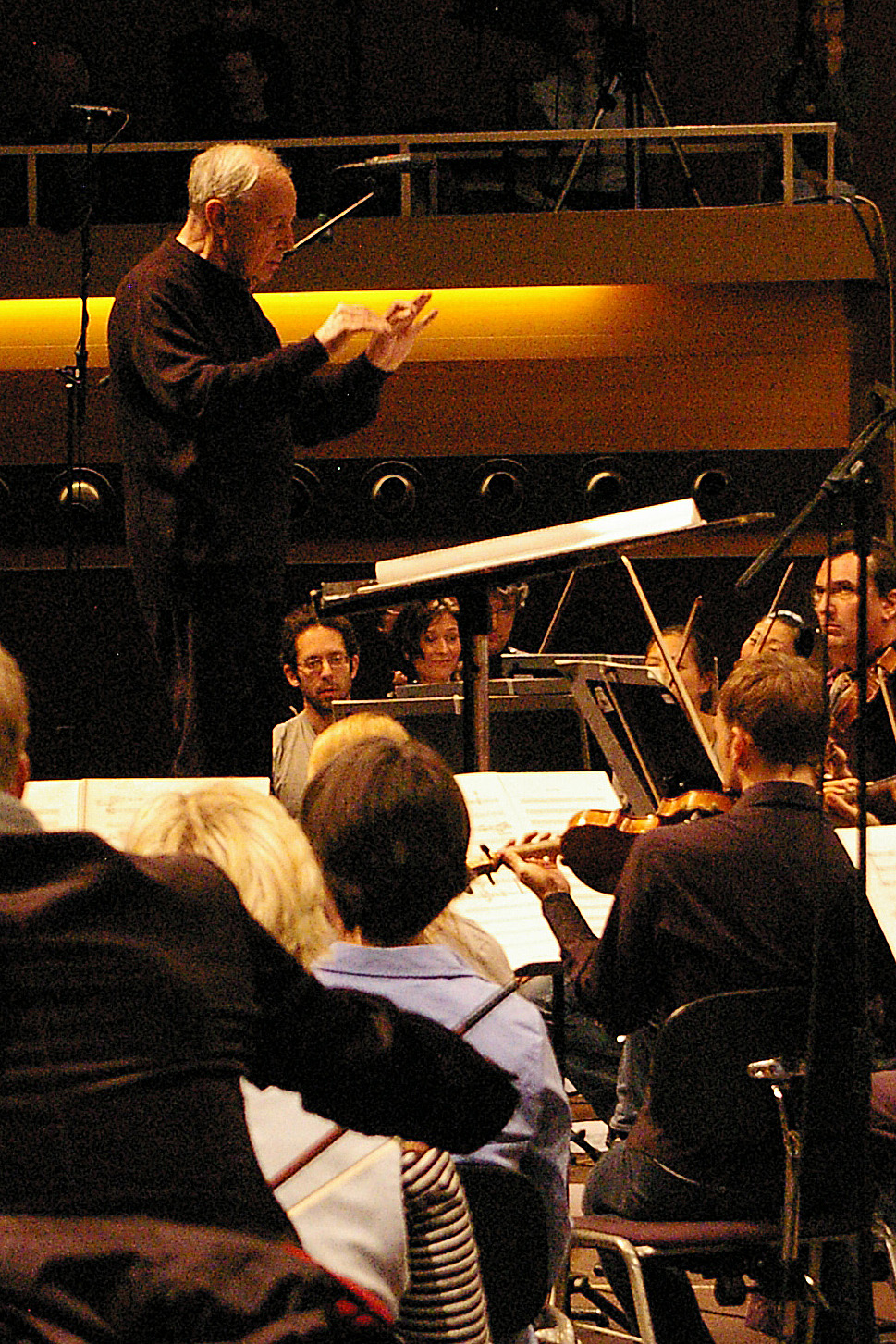
Pierre Boulez bei den Donaueschinger Musiktagen 2008

Die Donaueschinger Musiktage sind ein Festival für zeitgenössische Kunstmusik, das von der Donaueschinger  Gesellschaft der Musikfreunde mit wesentlicher Unterstützung durch den Südwestrundfunk und die Stadt Donaueschingen veranstaltet wird. Es findet jeweils am dritten Oktoberwochenende in den Donauhallen und anderen Orten in Donaueschingen statt. Es ist das älteste Festival für Neue Musik und besteht fast ausschließlich aus Uraufführungen. Derzeit wird es gefördert durch das Land Baden-Württemberg, die Kulturstiftung des Bundes und die Ernst von Siemens Musikstiftung. Seit einigen Jahren werden alle Konzerte live im Kulturprogramm SWR2 des Südwestrundfunks und im Internet übertragen.

## Geschichte

### 1921–1933
Die Musiktage wurden 1921 als „Donaueschinger Kammermusikaufführungen zur Förderung zeitgenössischer Tonkunst“ gegründet und sind somit das älteste und traditionsreichste Festival für Neue Musik weltweit. Treibende Kraft hinter der Gründung war Heinrich Burkard, der seit 1913 künstlerischer Leiter der Gesellschaft der Musikfreunde war. Im Zusammenhang mit der Gründung des Festivals wurde Burkard am 1. Juli 1921 der Titel des „Direktors der Musikabteilung der  Fürstlichen Hofbibliothek (Musikdirektor)“ verliehen. Als Protektor fungierte bei den Kammermusikaufführungen wie auch bei den Musikfreunden Max Egon II. zu Fürstenberg. Im ersten Konzert der Donaueschinger Kammermusik-Aufführungen zur Förderung zeitgenössischer Tonkunst am 31. Juli 1921 wurde das Quartett für 2 Violinen, Viola und Violoncello, op. 16 von Paul Hindemith aufgeführt. Richard Strauss, der zu dem Konzert nach Donaueschingen angereist war, wird Mitglied des Ehrenausschusses. In den folgenden Jahren fanden u. a. Uraufführungen von Werken Alban Bergs, Arnold Schönbergs und Anton Weberns im Festsaal des Schlosses Donaueschingen statt.

### 1934–1945
Unter der künstlerischen Leitung von Hugo Herrmann erfolgte die Gründung eines Musikfestes, das „den nationalsozialistischen Anschauungen“ entsprach. Titel der Festivals lauten u. a.: „Donaueschinger Musikfeiern“, „Alte und neue Kammermusik aus dem schwäbisch-alemannischen Raum“ und „Oberrheinisches Musikfest“.

### 1946–1949
Bereits 1946 veranstaltete die „Gesellschaft der Musikfreunde“, genehmigt von der französischen Besatzungsregierung, als „Neue Musik Donaueschingen“ ein erstes Festival, weiterhin unter der Leitung von Hugo Herrmann.

### 1950–1969
1949 nahm die „Gesellschaft der Musikfreunde“ Kontakt mit Heinrich Strobel, dem Leiter der Musikabteilung des Südwestfunks Baden-Baden auf. Eine Zusammenarbeit wurde vereinbart. Seither trägt der Südwestfunk die künstlerische Verantwortung für das Festival. (Erst) mit dem Einstieg des SWF erfolgte die programmatische Akzentverschiebung auf Orchestermusik.
Unter Strobels Leitung fanden im Oktober 1950 die „Donaueschinger Musiktage für zeitgenössische Tonkunst“ statt. Erstmals trat das SWF-Sinfonieorchester unter Leitung seines Chefdirigentens Hans Rosbaud auf.

### 1970–1974
Nach dem Tod von Strobel übernahm Otto Tomek die künstlerische Leitung des Festivals, das 1971 erstmals unter dem Namen „Donaueschinger Musiktage“ sein Publikum empfing.
1972 wurde erstmals der Karl-Sczuka-Preis des Südwestfunks während der Musiktage verliehen.

### 1975–1992
1975 übernahm Josef Häusler die künstlerische Leitung, ab 1981 unterstützt durch Christof Bitter.

### 1992–2014
Von 1992 bis 2014, also 22 Jahre lang, hatte Armin Köhler die künstlerische Leitung des Festivals inne. Er hat die Donaueschinger Musiktage einem breiteren Publikum geöffnet, auch ermöglicht durch die kontinuierliche Förderung durch die Kulturstiftung des Bundes. Klangkunst und alternative Präsentations- und Rezeptionsformen nahmen unter Leitung Köhlers breiteren Raum ein. 1996, als Peter Voß, der Gründungsintendant des Südwestrundfunks (SWR), das Budget um 300.000 DM (von insgesamt 1,5 Mio.) kürzen wollte, standen die Musiktage vor dem Aus. Ein breiter und internationaler Protest hat dies verhindert. Auch die Umwandlung in eine Biennale wurde verworfen.

### 2014–2021
Im Oktober 2014 wurde Björn Gottstein als künstlerischer Leiter ab 2017 benannt, übernahm aber durch den Tod Köhlers im November 2014 das Amt bereits 2015.
Die Donaueschinger Musiktage 2020 wurden kurzfristig aufgrund der COVID-19-Pandemie abgesagt.

### Seit 2022
Zum 1. März 2022 übernahm mit Lydia Rilling erstmals eine Frau die künstlerische Leitung der Donaueschinger Musiktage.

## Filme
- 75 Jahre Donaueschinger Musiktage – Das Ende der Musik? Dokumentarfilm (60 Minuten) von Harold Woetzel, SWF 1996 (YouTube-Video)

- Ohren auf! 100 Jahre Donaueschinger Musiktage, Ein Film von Bettina Ehrhardt, SWR 2021 (Filminfo, Link zur ARD-Mediathek)